# Šiško Menčetić
Šiško Menčetić (ur. w 1457 r., zm. w 1527 r.) – chorwacki poeta, patrycjusz pochodzący z Dubrownika, jeden z czołowych przedstawicieli literatury dubrownickiej i chorwackiego renesansu.
Obok Džore Držicia uważany jest z twórcę chorwackiej odmiany petrarkizmu. Obaj byli twórcami stylu pisania typowego dla całej późniejszej literatury dubrownickiej i dalmatyńskiej. Mimo wzorowania się na liryce włoskiej, pisarz wprowadza elementy z liryki ludowej.